# Nongshim
Nongshim Co., Ltd. (Hangul: 농심; Hanja: 農心; RR: Nongsim; Traducció: Cor de pagès) és una empresa sud-coreana d’aliments i begudes amb seu a Seül, Corea del Sud. Nongshim es va fundar el 1965 amb el nom de Lotte Food Industrial Company. El nom es va canviar a Nongshim el 1978.
El logotip actual es va publicar el 1991, que prenia la forma d’una llavor. El 2003, el negoci va passar a un sistema de holding i es va convertir en una filial de Nongshim Holdings.
Nongshim és la companyia de fideus instantanis i aperitius més gran de Corea del Sud. A finals de 2015, Nongshim tenia 2,57 bilions de won en actius i 2,81 bilions de won en vendes. Dirigeix 11 fàbriques a tot el món, té filials a Corea i a l'estranger i opera a més de 100 països.